# Rue de la Colombe
Pour les articles homonymes, voir La Colombe.
La rue de la Colombe est une rue de l’île de la Cité, dans le 4e arrondissement de Paris.

## Origine du nom
La rue de la Colombe doit son nom à l’enseigne d’un commerce qui s’y trouvait. Selon la légende, elle a été en 1225 le théâtre de la fabuleuse histoire d’amour d’un couple de colombes. Une sculpture en fer forgé y atteste de ce mythe,.

## Historique
Elle est citée dans Le Dit des rues de Paris, de Guillot de Paris, sous la forme « rue de la Coulombe ».
Elle est citée sous le nom de « rue de la Colombe », dans un manuscrit de 1636.
En 1702, la rue, qui fait partie du quartier de la Cité, possède 6 maisons et 2 lanternes
On trouva en 1829 dans cette rue, lors de fouilles, des parties intactes du mur de César datant de l'époque gallo-romaine.
La rue de la Colombe, située dans l'ancien quartier des chanoines au nord de Notre-Dame, épargné par les opérations d'urbanisme d'Haussmann dans l'île de la Cité, a ainsi partiellement conservé un aspect médiéval.
Jusqu'à l'ouverture de la rue d'Arcole parallèle au milieu du XIXe siècle, la largeur irrégulière de la rue de la Colombe était d'environ 4 mètres. Les maisons du côté pair ont été détruites et remplacées par la façade arrière des immeubles de la rue d'Arcole, élargissant la rue de la Colombe à 8,8 mètres.
Seule la maison du no 4, la maison de la Colombe, qui faisait partie de la rue des Ursins se prolongeant vers l'ouest de l'île de la Cité avant la création de la rue d'Arcole, est restée en place. Cette maison dont la démolition était projetée pour régulariser la rue fut préservée par un décret de 1962 du ministre des Affaires culturelles André Malraux. Par ailleurs, le niveau d'une grande partie de l'île de la Cité ayant été rehaussé par les travaux d'urbanisme du XIXe siècle, l'immeuble du no 6 qui donne sur la rue d'Arcole est raccordé par des marches à la partie ancienne de la rue. 

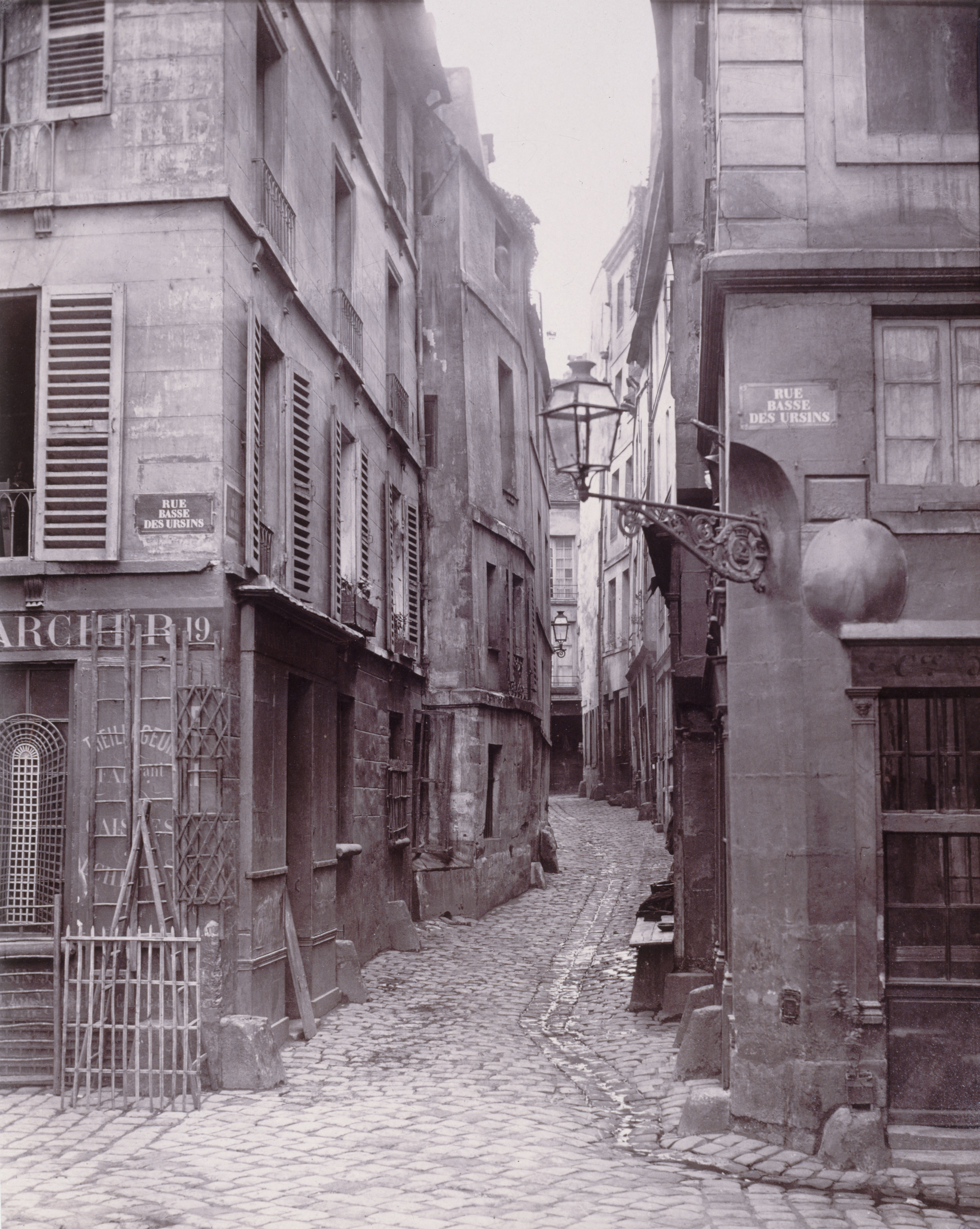
La rue vers 1865, au niveau de la rue des Ursins (photographie de Charles Marville).
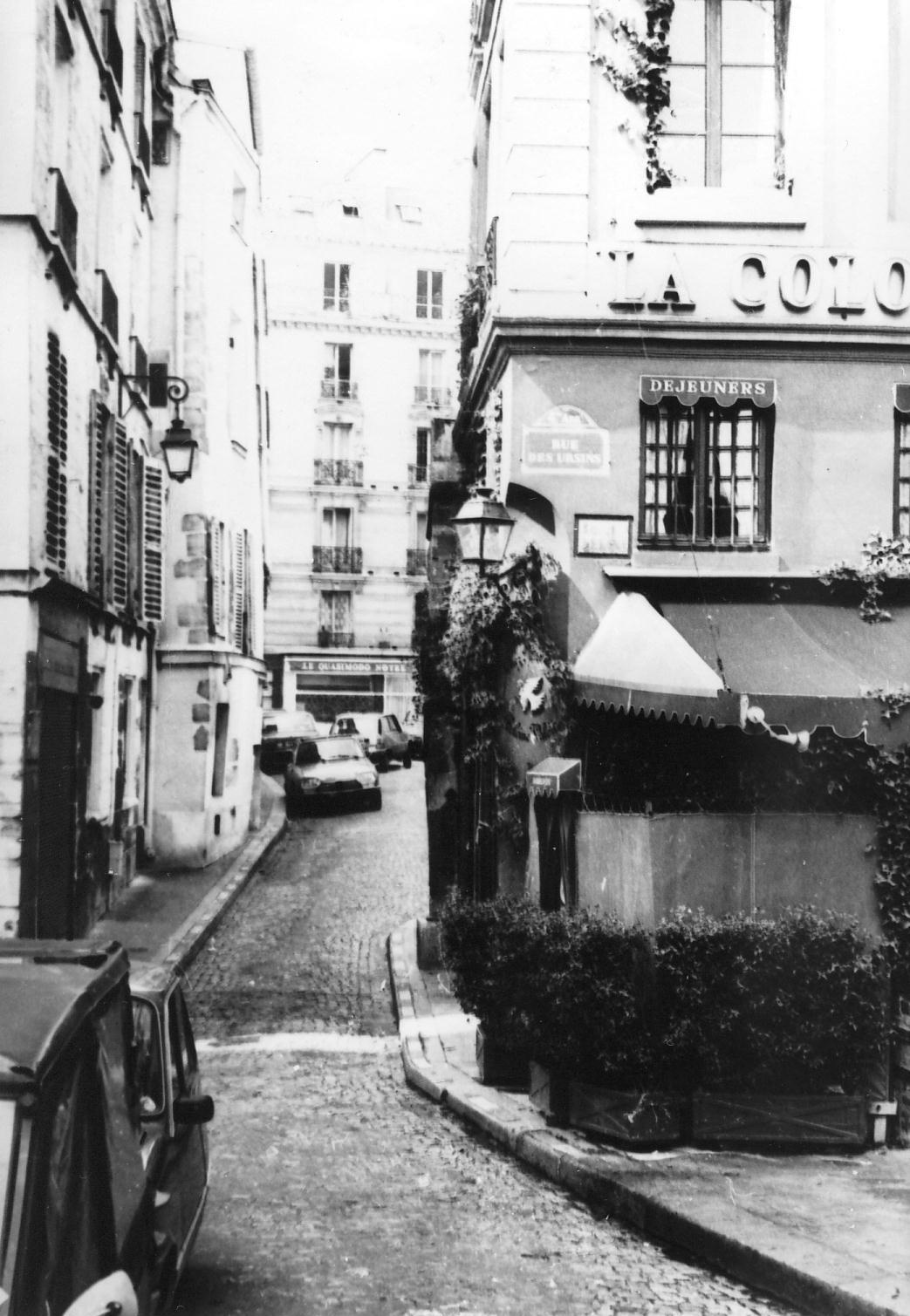
la même vue en 1981 ; à droite, le cabaret La Colombe.
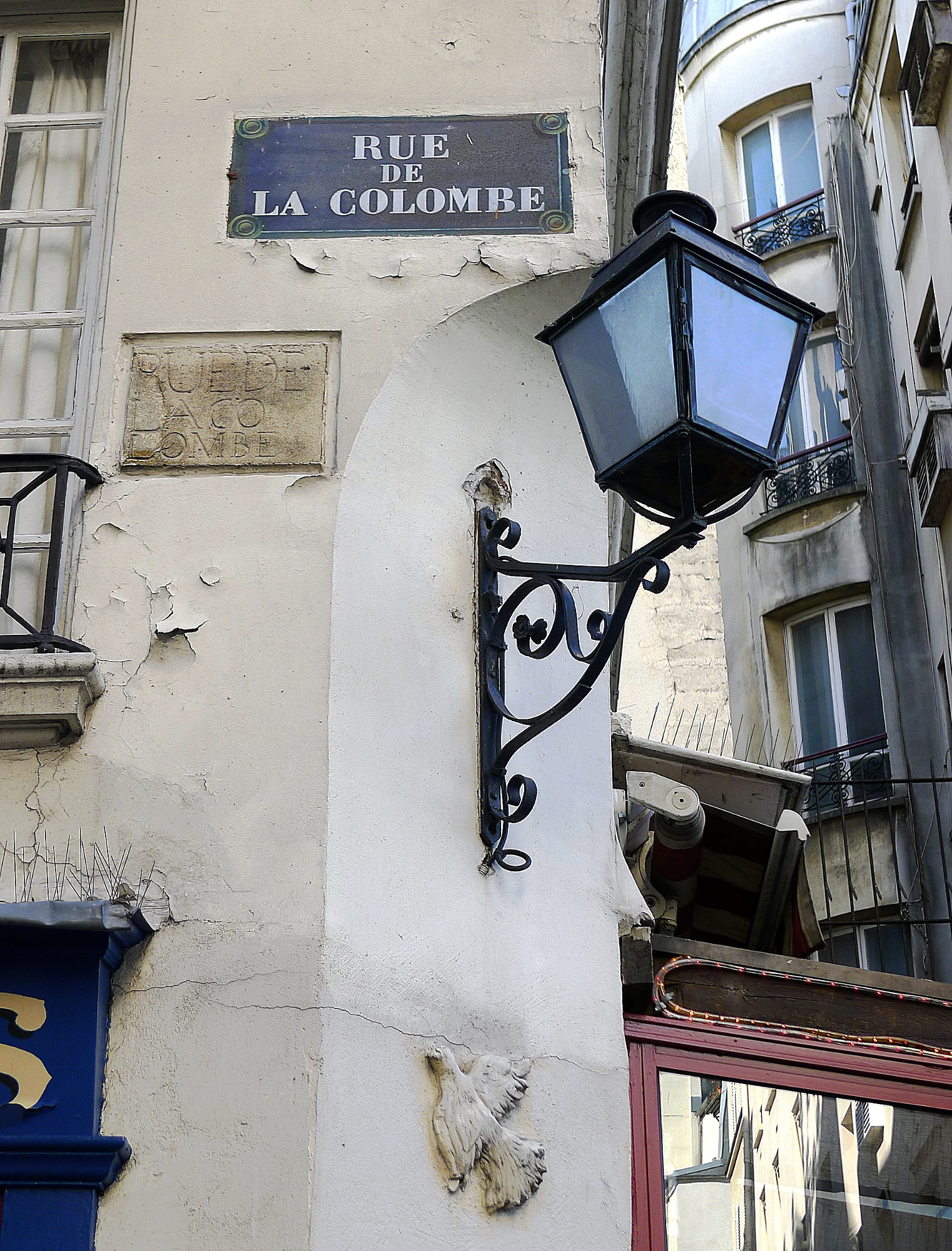
Le nom de la rue à travers les âges.
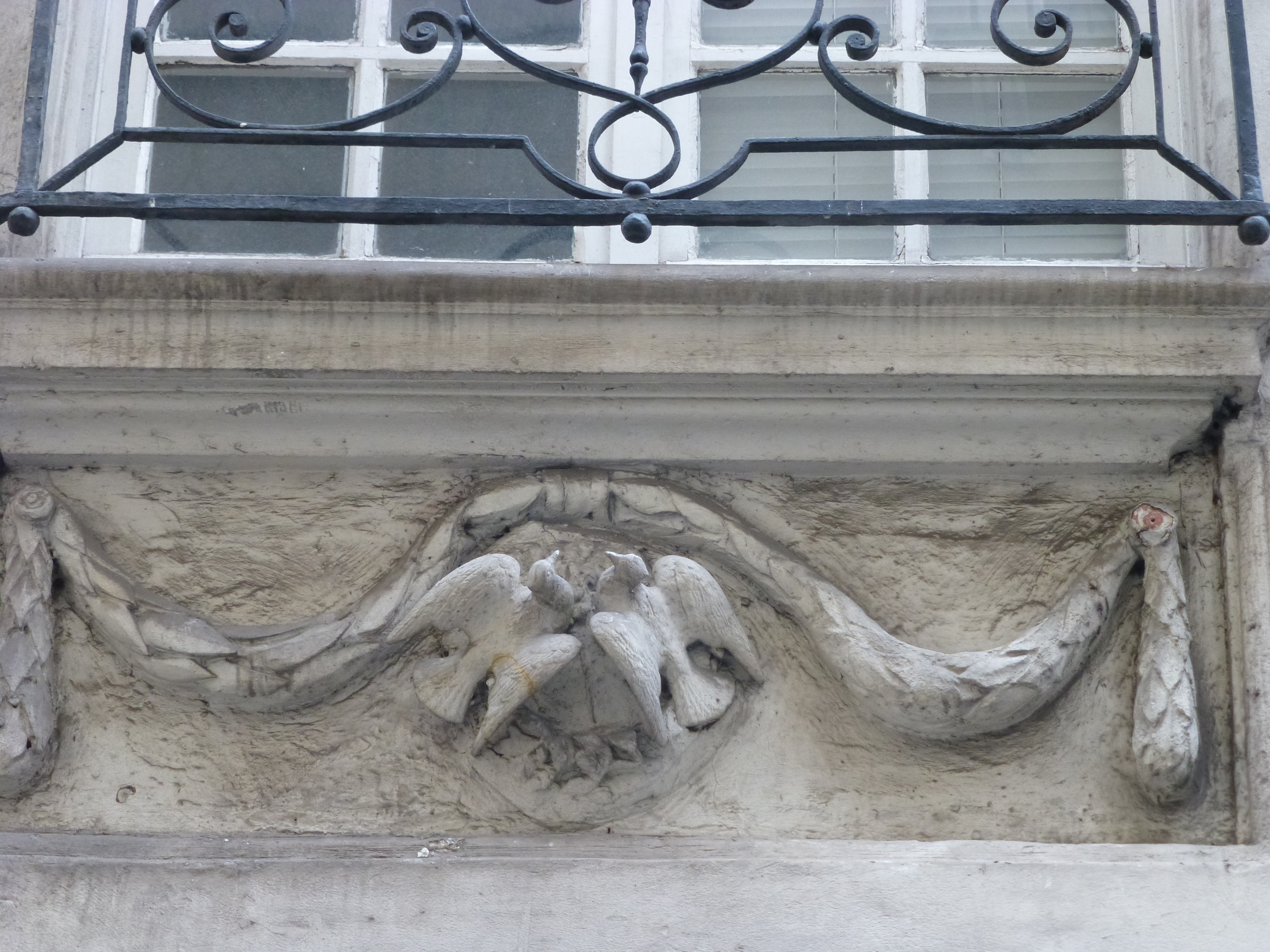
Rappel de la légende.
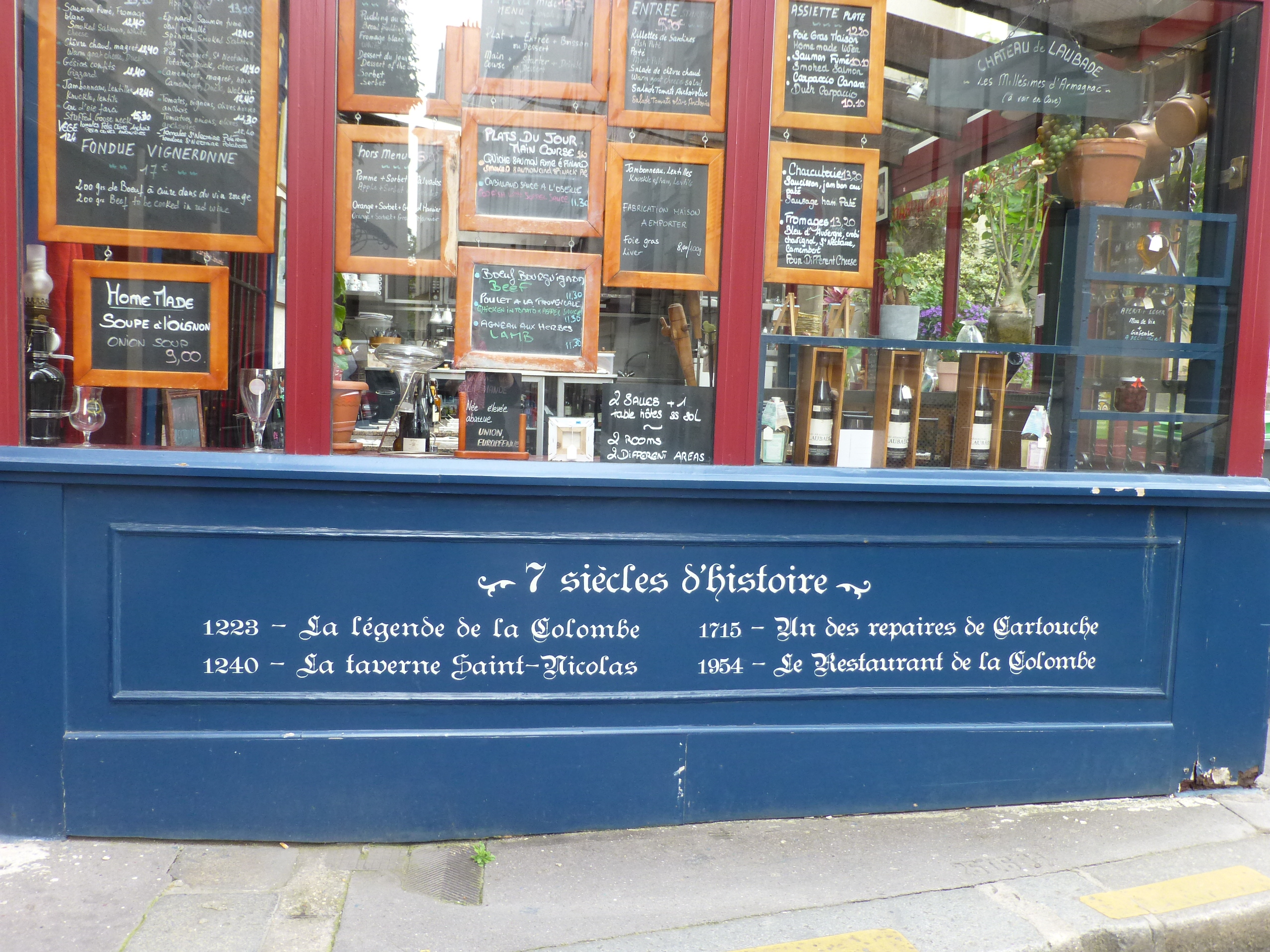
Un peu d'histoire.
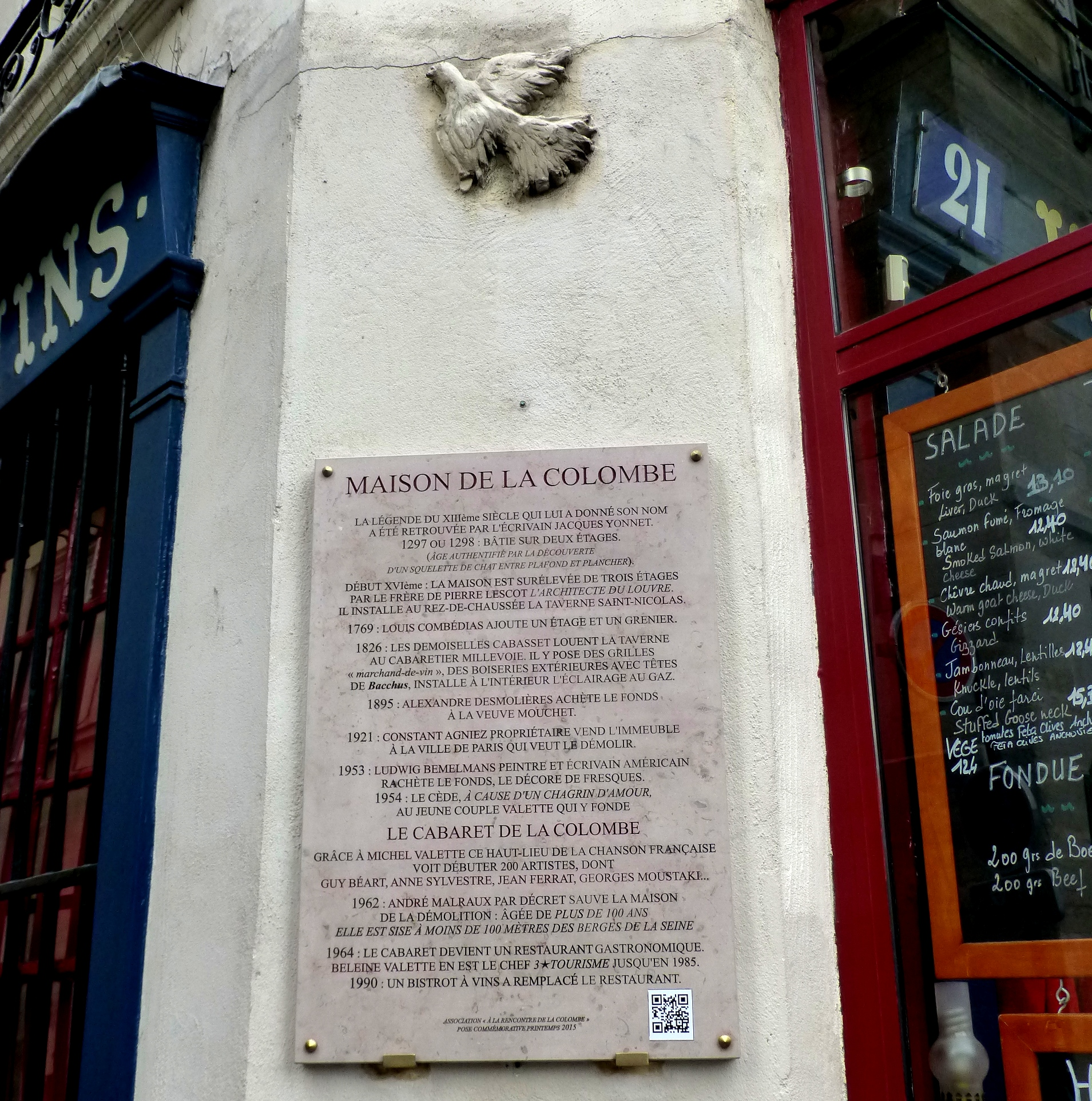
Plaque commémorative.

## Bâtiments remarquables et lieux de mémoire
- No 4 : le cabaret La Colombe, actuellement le bar à vins La Réserve de Quasimodo.
- Mur de César.

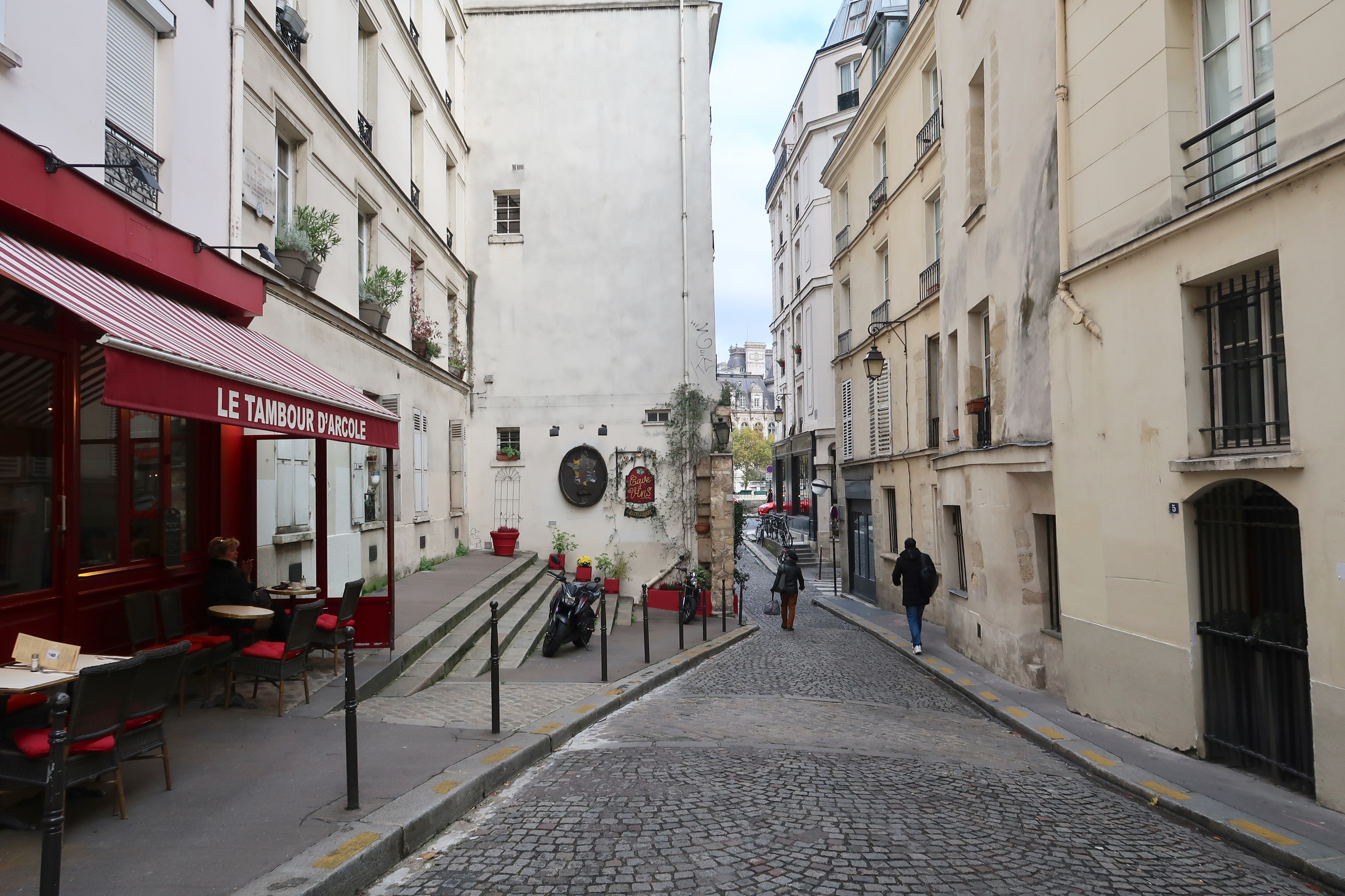
Vue générale.
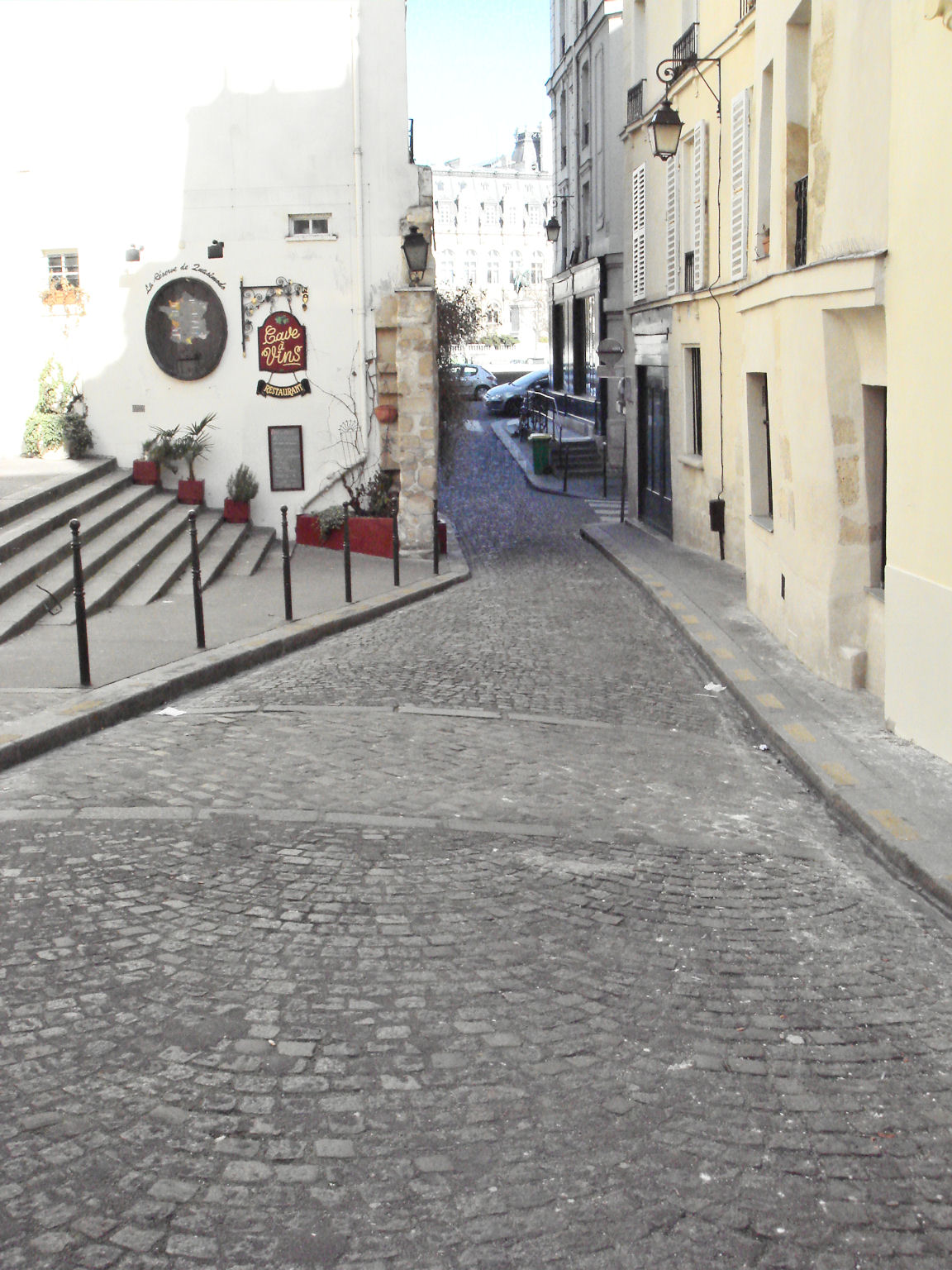
Tracé de l'enceinte romaine sur la chaussée.
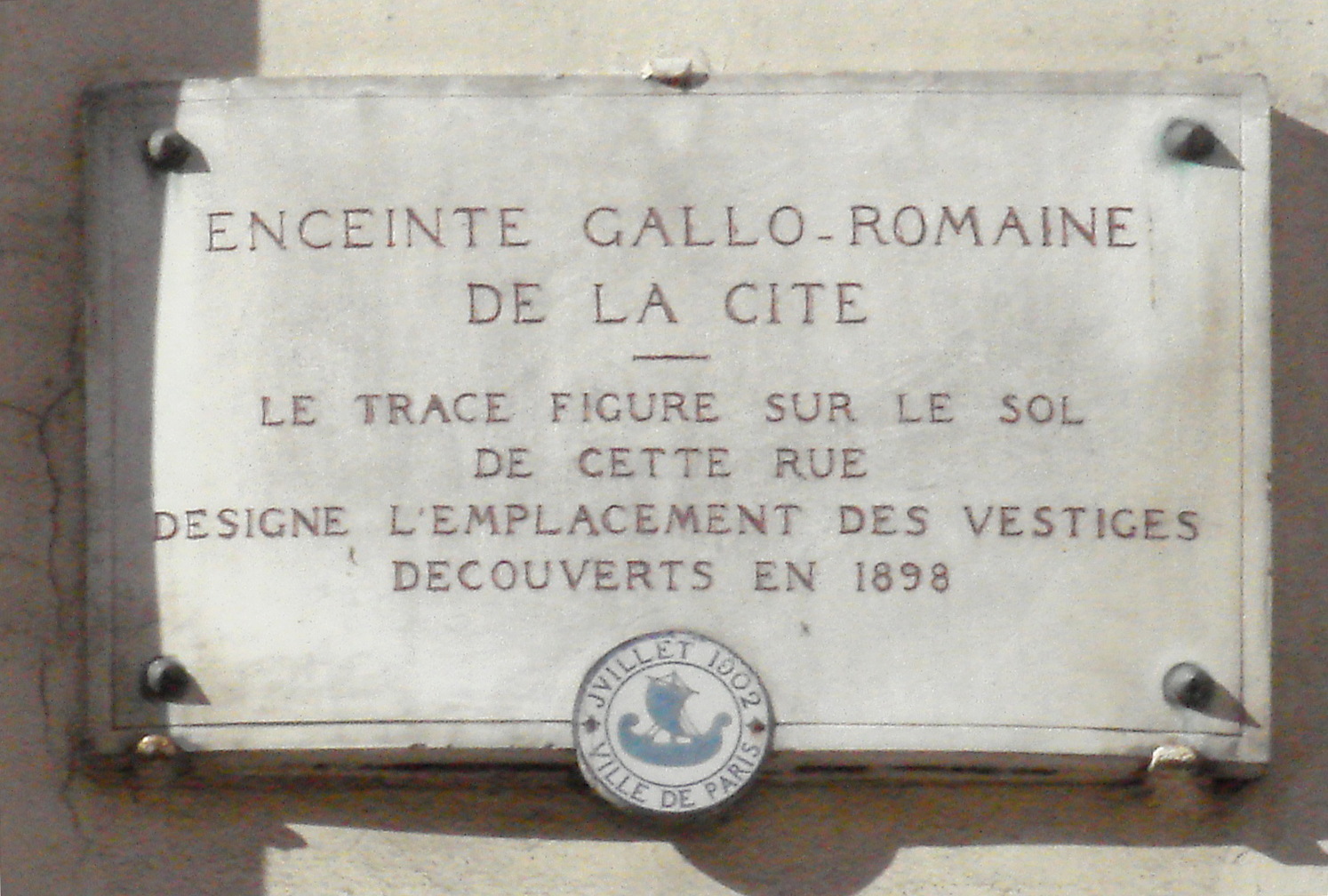
Inscription signalant l'ancien mur romain.